# Sparriger Steinbrech
Der Sparrige Steinbrech (Saxifraga squarrosa) ist eine Pflanzenart aus der Gattung Steinbrech (Saxifraga) in der Familie der Steinbrechgewächse (Saxifragaceae).

## Beschreibung

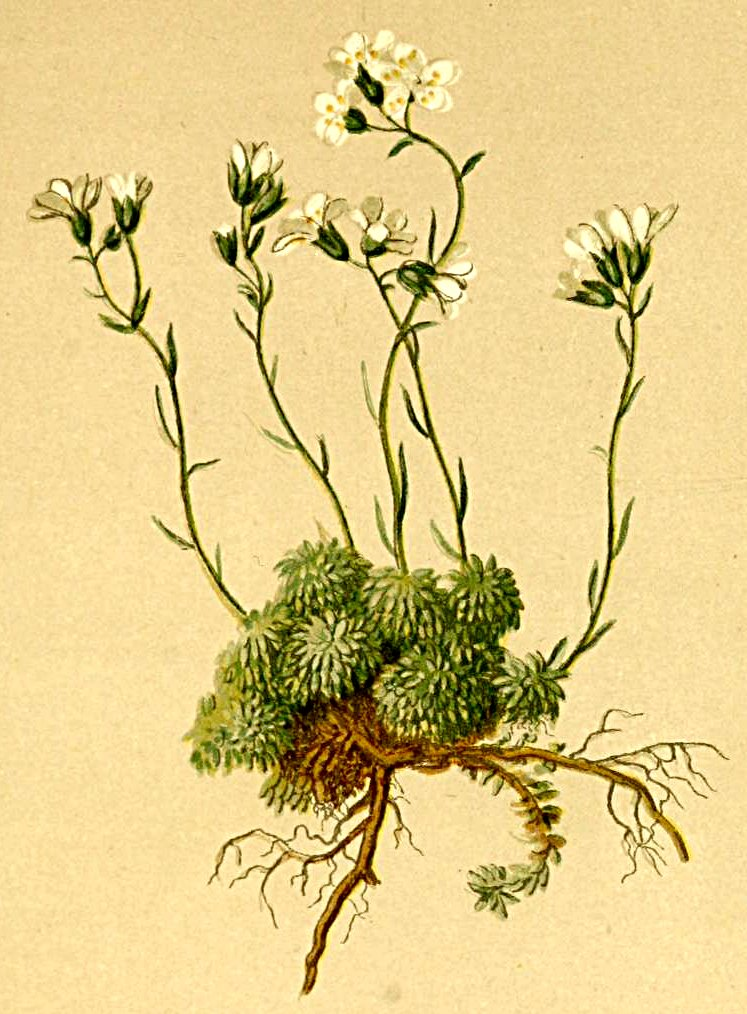
Sparriger Steinbrech (Saxifraga squarrosa), Illustration

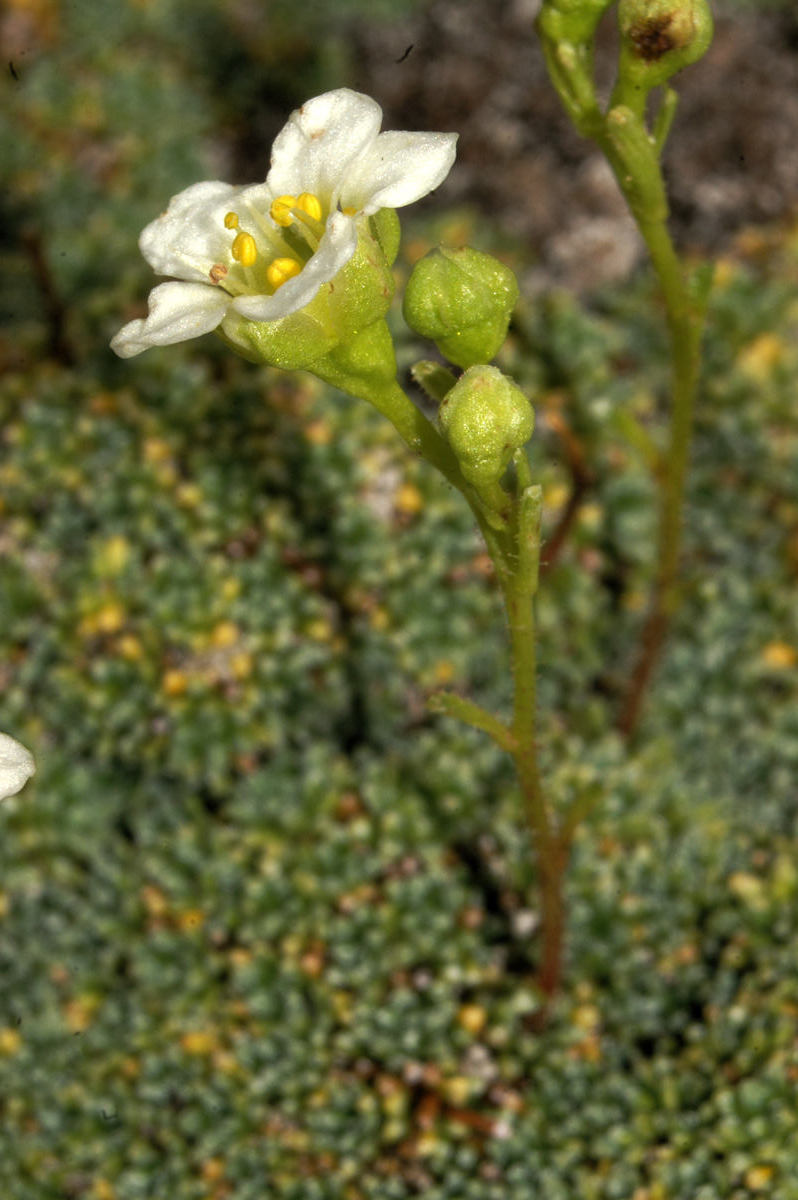
Blüte

### Vegetative Merkmale
Der Sparrige Steinbrech ist eine ausdauernde Pflanze, die Wuchshöhen von 4 bis 10 Zentimeter erreicht. Sie wächst in festen Polstern und bildet dicht dachziegelig beblätterte, säulenförmige Triebe aus. Die Rosettenblätter sind länglich-linealisch, steif, aufwärtsgerichtet, nie spatelförmig und sind nur an der Spitze leicht nach außen gebogen. Sie sind am Grund bewimpert, vorn kurz zugespitzt und haben 3 bis 5 Kalk ausscheidende Grübchen.

### Generative Merkmale
Der Blütenstängel ist meist hauptsächlich im unteren Teil reichlich drüsig. Er ist beblättert und trägt den doldenartigen Blütenstand mit 2 bis 7 Blüten. Die 5 Kelchblätter sind eiförmig, stumpf, 1,5 bis 2 Millimeter lang. Die 5 Kronblätter haben eine Länge von 4 bis 6 Millimeter und besitzen 3 bis 5 Nerven. Sie sind rundlich verkehrt eiförmig und weiß. Die 10 Staubblätter sind länger als die Kelchzipfel. Der Fruchtknoten ist fast unterständig. Die Fruchtkapsel ist kugelig mit kurzen spreizenden Stylodien. Die Samen sind eiförmig, 0,6 Millimeter lang und zerstreut spitzwarzig. Blütezeit ist von Juli bis August.
Die Art hat die Chromosomenzahl 2n = 26.

## Vorkommen
Der Sparrige Steinbrech ist im Gebiet von den Judikarischen Alpen bis zu den Karawanken endemisch. Er kommt meist an feuchten schattigen Kalkfelsen in Höhenlagen von 1200 bis 2500 Meter vor und ist teilweise häufig. Er wächst oft in Gesellschaften des Caricetum firmae, des Seslerio-Semperviretum oder im Androsacetum helveticae. In den Karawanken gedeiht er in der Potentilla clusiana-Campanula zoysii-Assoziation aus dem Verband Potentillion caulescentis. In Deutschland und in der Schweiz fehlt die Art.

## Ökologie
Die Blüten sind proterandrisch und werden meist von Dipteren bestäubt.